# Grand Prix automobile d'Allemagne 1994
GP précédent GP suivant
Le Grand Prix automobile d'Allemagne 1994 (Grosser Mobil 1 Preis von Deutschland), disputé sur le Circuit d'Hockenheim situé dans le land de Bade-Wurtemberg en Allemagne le 31 juillet 1994, est la quarante-deuxième édition du Grand Prix, le 557e Grand Prix de Formule 1 couru depuis 1950 et la neuvième manche du championnat 1994.

## Course

### Déroulement de l'épreuve
Pour cette neuvième manche de cette saison 1994, on retrouve les deux Ferrari de Berger et Alesi en première ligne, ce qui marque le retour aux avant-postes de la célèbre voiture au cheval cabré. Derrière ce duo, on trouve Damon Hill qui précède Michael Schumacher seulement 4e chez lui mais qui promet d'attaquer afin de réaliser une bonne performance ce week-end. Enfin, le top 6 est complété par Katayama sur sa Tyrrell et Coultard sur la seconde Williams-Renault. À l'extinction des feux, à peine quelques mètres sont parcourus qu'un carambolage envoie au tapis Herbert, De Cesaris, Alboreto, Zanardi et Martini. À peine le premier virage, soit quelques secondes plus tard, nouvel accrochage avec les abandons de Häkkinen, Blundell, Frentzen et Irvine. On pense alors que la course va être stoppée d'autant plus que la voiture d'Alesi rend l'âme à son tour peu après mais il n'en est rien. De son côté Coultard, harponné par la voiture de Häkkinen, est au ralenti.
Côté course, c'est Schumacher qui est le grand bénéficiaire de ce tout début de Grand Prix puisque l'Allemand n'a plus que Berger devant lui. Hill, quant à lui, n'est que 4e précédé par Katayama qui réalise un excellent début de Grand Prix. Hill klaxonne derrière Katayama quand soudain il se met à ralentir et rentrera au stand au bout cette première boucle accompagné de son coéquipier juste devant lui. À la fin de ce premier tour le classement est : Berger, Schumacher, Katayama, Panis, Verstappen, Bernard. Il reste seulement 15 voitures en piste sur les 26 au départ. Schumacher est dans les roues du pilote autrichien, mais le moteur très puissant de la Ferrari empêche le jeune Allemand de pouvoir porter une attaque concrète. À la suite d'une erreur de Verstappen, Bernard passe en 5e position. Schumacher se décale à l'occasion mais plus pour refroidir son moteur et tenter d'intimider Berger que porter une véritable attaque.
Très vite, les deux leaders s'échappent très facilement tandis que Katayama commet un tête-à-queue au 4e tour et cède sa place sur le podium à Panis et même la 4e place à l'autre Ligier de Bernard. Deux boucles plus tard, le Japonais abandonne un Grand Prix qui avait pourtant fort bien débuté pendant que les deux Williams enchaînent les tours qualifs, plus rapides que les leaders d'au moins 1 seconde. En virage et aux freinages, on voit que la Benetton est plus à l'aise mais en ligne droite la Ferrari est légèrement au-dessus. Au 11e tour, alors que Panis est à légèrement moins de 20 secondes, Hill réalise le meilleur tour de la course en 1 min 46 s 303 (et 1 min 46 s 617 pour Coultard) pendant que Berger passe pour la première fois sous les 1 min 48 s, les pilotes Williams attaquent fort malgré leur retard supérieur à 1 tour. À la fin de cette 11e boucle, Schumacher, derrière Berger depuis le début de cette épreuve, rentre au stand probablement pour une stratégie décalée qui lui permettrait de ravir la première place de son grand prix national. Après 9 s 8 secondes d'arrêt, l'Allemand repart 5e juste derrière le groupe Panis, Bernard, Verstappen. Juste avant l'entrée du stadium, Schumacher double son coéquipier Verstappen et se rapproche de Bernard qu'il double dans la ligne droite des stands. Au tour qui suit, l'Allemand dépose Panis en entrant dans le stadium et se concentre alors sur sa remontée sur Berger. Schumacher est alors à 23 secondes de Berger et se met à attaquer à 100 %.
À la fin du 14e tour, Verstappen rentre lui aussi au stand ; il semblerait que les deux pilotes Benetton soient sur une stratégie à deux arrêts. Mais soudain, un incendie très impressionnant se déclenche sur la monoplace du jeune Néerlandais qui s'en sortira heureusement indemne. Dans les stands, l'épaisse fumée rend la visibilité très mauvaise. Avec cet abandon, le classement est après 16 tours : Berger, Schumacher, Panis, Bernard, Fittipaldi, Comas. Au tour qui suit, Coultard lui aussi abandonne en rentrant au stand, c'est un week-end délicat pour les pilotes Williams bien que l'Écossais est à créditer du meilleur tour en course pour le moment(qui ne sera pas battu par la suite). Pendant qu'un mécanicien de Benetton est évacué par hélicoptère, Schumacher revient à légèrement moins de 20 secondes. Si l'Allemand peut enfin donner la pleine mesure de sa monoplace, il ne tourne cependant « que » quelques dixièmes plus vite que l'Autrichien.
Au 20e tour, alors que les mécaniciens Ferrari se préparent, Michael Schumacher est contraint à l'abandon, moteur fumant et c'est le premier abandon du pilote Benetton cette année. Brundle l'ayant imité une boucle avant, il ne reste plus que 10 voitures en course alors que la mi-course n'est pas encore passée. Les deux Ligier sont donc sur le podium et des espoirs de victoires naissent forcément dans les casques de Panis et Bernard. Berger en profite pour passer par les stands et ressort en tête malgré 16 secondes d'arrêt. Berger est juste devant les deux Ligier après son arrêt et la victoire lui semble promise alors que nous atteignons presque la mi-course. Le classement nous donne alors : Berger, Panis, Bernard, Fittipaldi, Comas, Morbidelli.
Panis rentre au stand à son tour et repart après 9,8 secondes d'arrêt en 3e position en attendant l'arrêt de son coéquipier. Bernard s'arrête au tour suivant et se replace derrière Olivier Panis en 3e position. Les deux Footwork-Ford de Fittipaldi et Morbidelli qui se suivent en 4e et 5e positions sont dépassées par Damon Hill malgré un tour de retard, et pour marquer des points le pilote Williams-Renault doit compter sur d'autres abandons puisque le Britannique 10e et dernier du Grand Prix pointe à 7 secondes de Gounon, le 9e, mais à plus de 35 secondes de Brabham 8e. À la fin du 27e tour, Hill passe 8e alors que Berger assure en tête de la course. De son côté, Morbidelli repasse au stand et ressort juste devant Érik Comas pour la bataille de la 5e place. Fittipaldi rentre lui aussi à la boucle suivante et repart 4e devant Morbidelli et Comas. À la fin du 31e tour, Hill passe 8e en dépassant Brabham qui sortait des stands puis double même Panis, l'écart est donc inférieur à 1 tour. Sur cette fin de course, Hill maintient quelque peu l'intérêt du Grand Prix en tentant une remontée impossible. Au 37e tour, Brabham abandonne, imité par Gounon 2 boucles plus tard. Malgré tous ses efforts, Damon Hill restera en 8e position jusqu'à la fin de cette course où les positions restent figées. Le classement final de cette manche outre-Rhin est finalement : Berger, Panis, Bernard, Fittipaldi, Morbidelli, Comas.

### Classement de la course

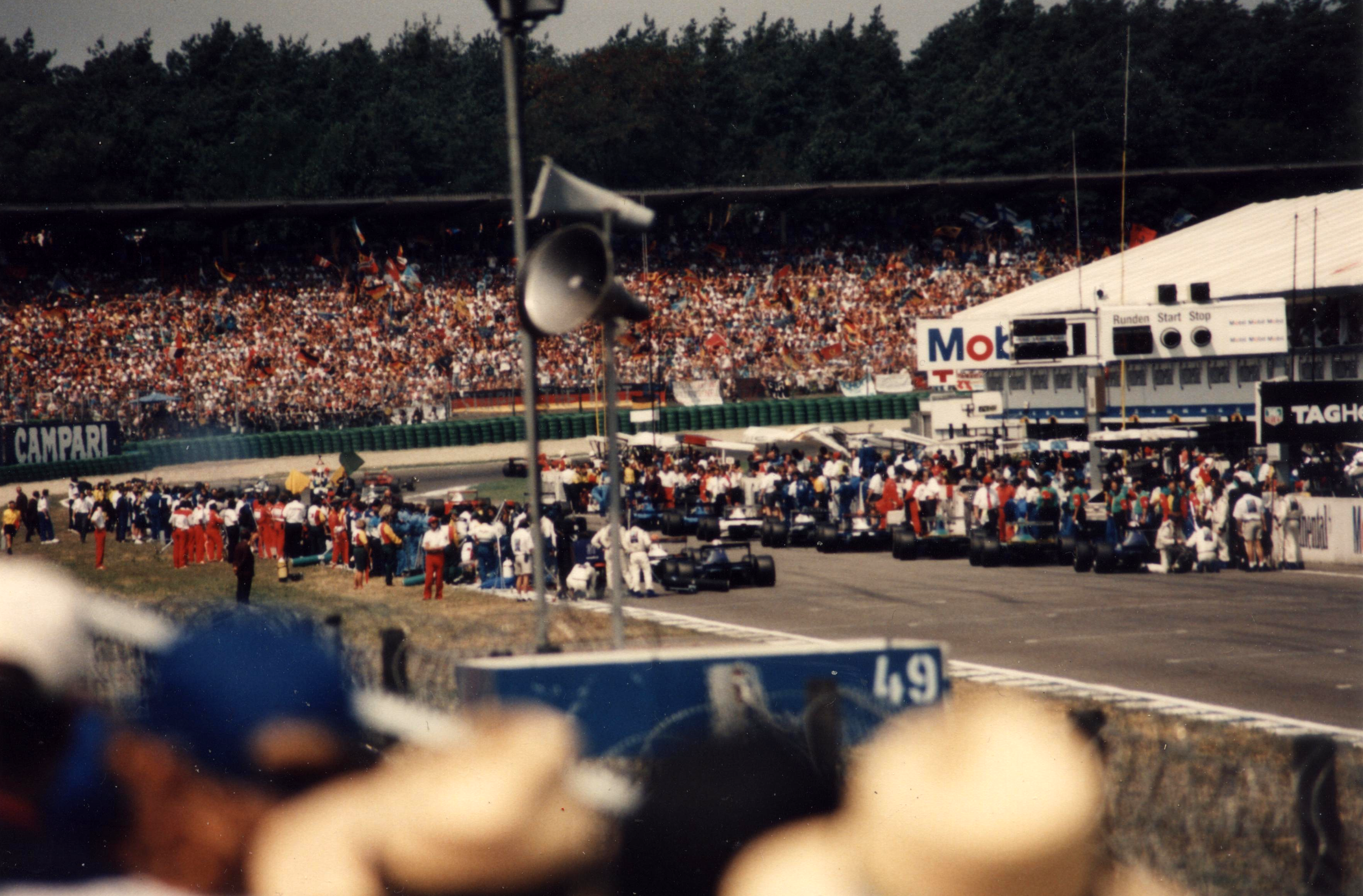
La grille de départ.

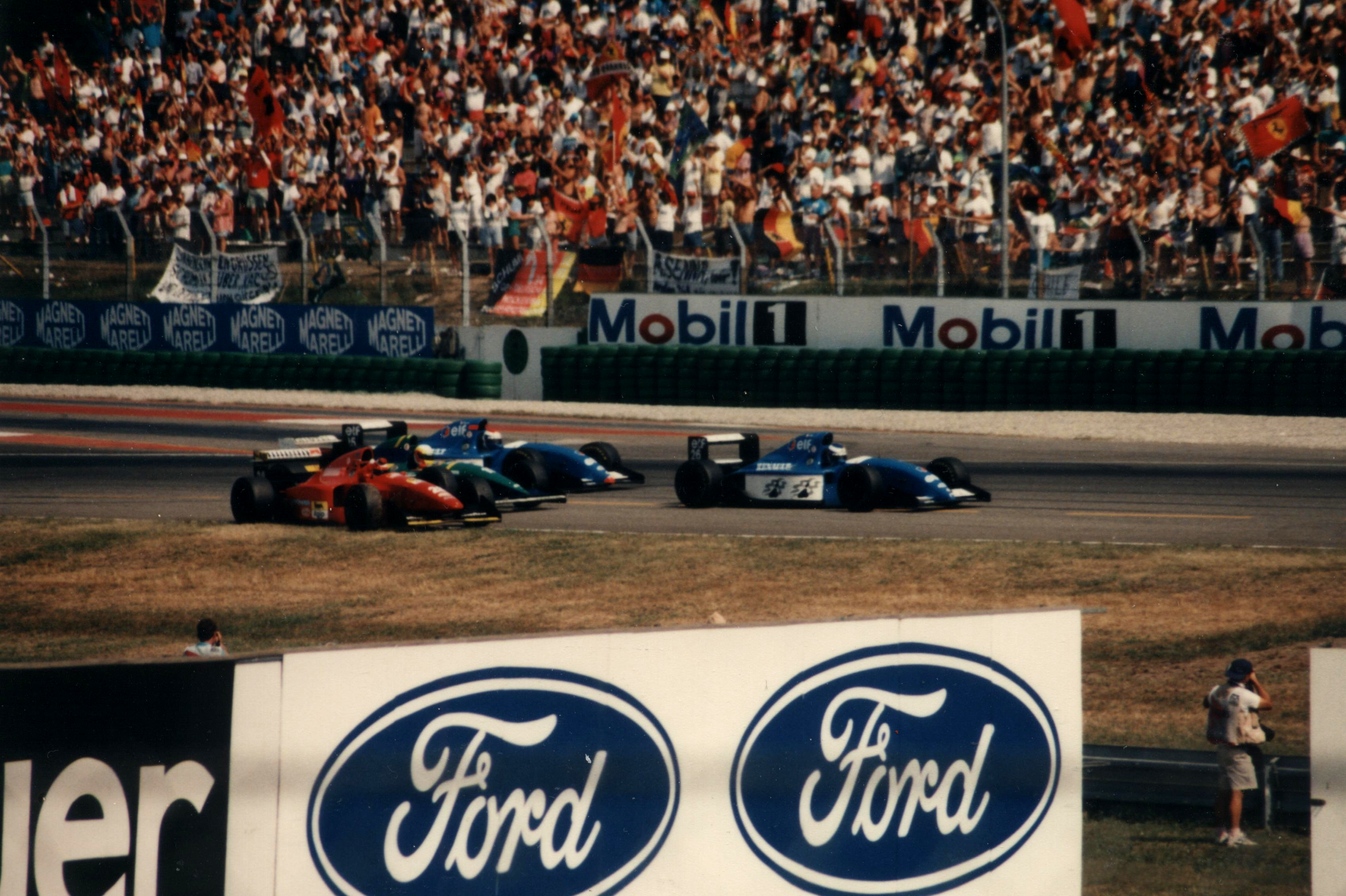
La fin du Grand Prix.

| Pos. | No | Pilote                | Écurie            | Tours | Temps/Abandon                      | Grille | Points |
| ---- | -- | --------------------- | ----------------- | ----- | ---------------------------------- | ------ | ------ |
| 1    | 28 | Gerhard Berger        | Ferrari           | 45    | 1 h 22 min 37 s 272 (222,971 km/h) | 1      | 10     |
| 2    | 26 | Olivier Panis         | Ligier-Renault    | 45    | + 54 s 779                         | 12     | 6      |
| 3    | 25 | Éric Bernard          | Ligier-Renault    | 45    | + 1 min 05 s 421                   | 14     | 4      |
| 4    | 9  | Christian Fittipaldi  | Arrows-Ford       | 45    | + 1 min 21 s 609                   | 17     | 3      |
| 5    | 10 | Gianni Morbidelli     | Arrows-Ford       | 45    | + 1 min 30 s 544                   | 16     | 2      |
| 6    | 20 | Érik Comas            | Larrousse-Ford    | 45    | + 1 min 45 s 445                   | 22     | 1      |
| 7    | 19 | Olivier Beretta       | Larrousse-Ford    | 44    | + 1 tour                           | 24     |        |
| 8    | 0  | Damon Hill            | Williams-Renault  | 44    | + 1 tour                           | 3      |        |
| Abd. | 32 | Jean-Marc Gounon      | Simtek-Ford       | 39    | Boîte de vitesses                  | 26     |        |
| Abd. | 31 | David Brabham         | Simtek-Ford       | 37    | Embrayage                          | 25     |        |
| Abd. | 5  | Michael Schumacher    | Benetton-Ford     | 20    | Moteur                             | 4      |        |
| Abd. | 8  | Martin Brundle        | McLaren-Peugeot   | 19    | Moteur                             | 13     |        |
| Abd. | 2  | David Coulthard       | Williams-Renault  | 17    | Panne électrique                   | 6      |        |
| Abd. | 6  | Jos Verstappen        | Benetton-Ford     | 15    | Incendie                           | 19     |        |
| Abd. | 3  | Ukyo Katayama         | Tyrrell-Yamaha    | 6     | Accélérateur                       | 5      |        |
| Abd. | 27 | Jean Alesi            | Ferrari           | 0     | Panne électrique                   | 2      |        |
| Abd. | 30 | Heinz-Harald Frentzen | Sauber-Mercedes   | 0     | Collision                          | 9      |        |
| Abd. | 12 | Johnny Herbert        | Lotus-Mugen-Honda | 0     | Collision                          | 15     |        |
| Abd. | 14 | Rubens Barrichello    | Jordan-Hart       | 0     | Collision                          | 11     |        |
| Abd. | 15 | Eddie Irvine          | Jordan-Hart       | 0     | Collision                          | 10     |        |
| Abd. | 4  | Mark Blundell         | Tyrrell-Yamaha    | 0     | Collision                          | 7      |        |
| Abd. | 7  | Mika Häkkinen         | McLaren-Peugeot   | 0     | Collision                          | 8      |        |
| Abd. | 11 | Alessandro Zanardi    | Lotus-Mugen-Honda | 0     | Collision                          | 21     |        |
| Abd. | 23 | Pierluigi Martini     | Minardi-Ford      | 0     | Collision                          | 20     |        |
| Abd. | 24 | Michele Alboreto      | Minardi-Ford      | 0     | Collision                          | 23     |        |
| Abd. | 29 | Andrea De Cesaris     | Sauber-Mercedes   | 0     | Collision                          | 18     |        |
| Nq.  | 33 | Paul Belmondo         | Pacific-Ilmor     |       | Non qualifié                       |        |        |
| Nq.  | 34 | Bertrand Gachot       | Pacific-Ilmor     |       | Non qualifié                       |        |        |

## Pole position et record du tour
- Pole position : Gerhard Berger en 1 min 43 s 582 (vitesse moyenne : 237,134 km/h).
- Meilleur tour en course : David Coulthard en 1 min 46 s 211 au 11e tour (vitesse moyenne : 231,264 km/h).

## Tours en tête
- Gerhard Berger : 45 (1-45)

## Statistiques
- 9e victoire pour Gerhard Berger.
- 104e victoire pour Ferrari en tant que constructeur.
- 104e victoire pour Ferrari en tant que motoriste.